# Українці на Кубані

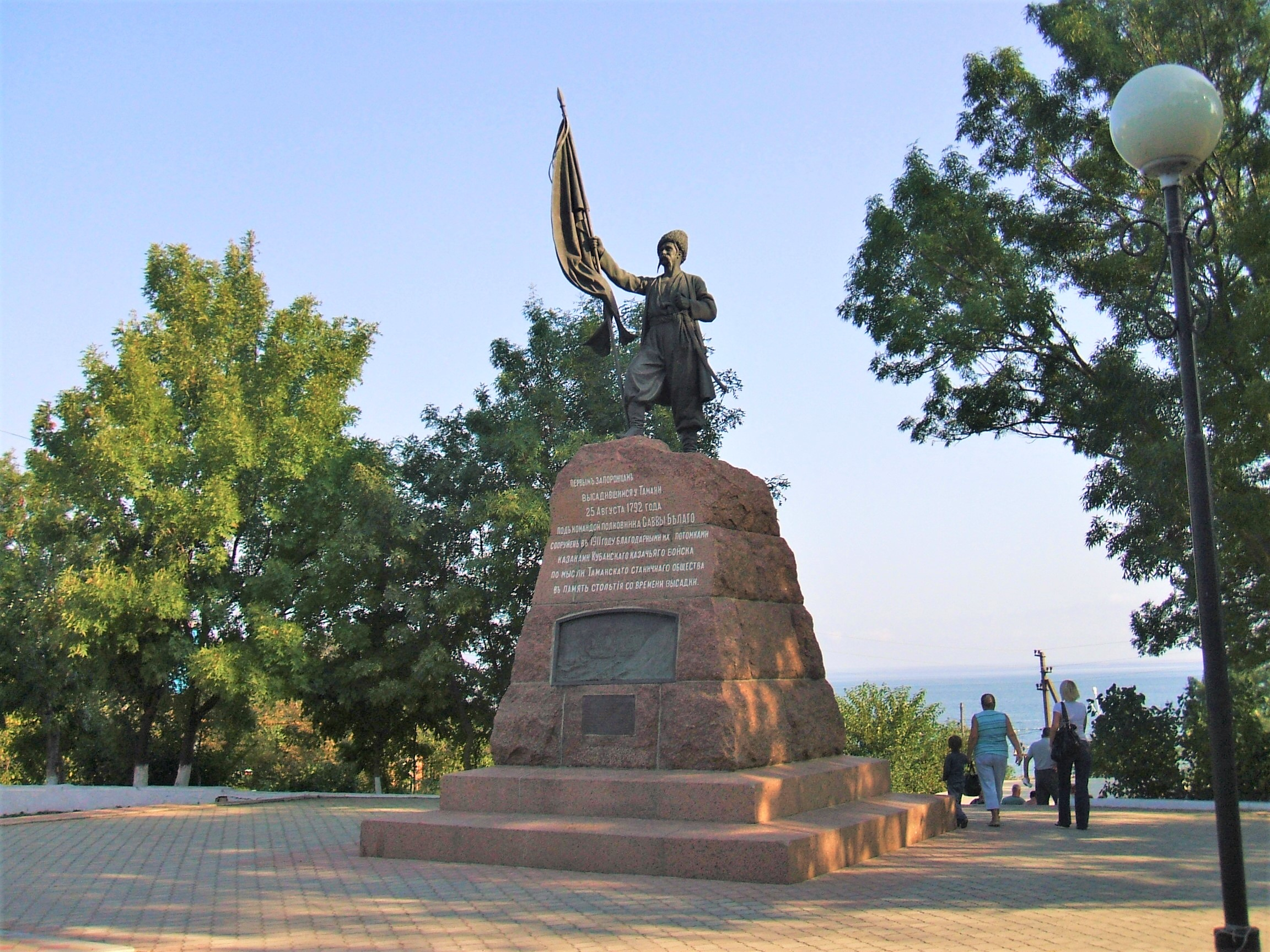
Пам'ятник запорожцям, що під командуванням полковника Сави Білого висадились на Тамані у 1792

Українці на Кубані — українська етнографічна група на Кубані, основу якої склали чорноморські, запорозькі і задніпровські козаки, а також селяни (мало)російських губерній Російської імперії, певну частку склали також «поляки» як тоді називали в т.ч. русинів (українців) з західних регіонів сучасної України, на той час у складі Австрійської імперії. Серед історичних назв (самоназв) цієї групи українства - козаки, (мало)роси, руські, степовики, християни, православні, кубанці та ін.

## Передумови заселення
У 1740-х перші запорожці стали селитися на півночі Кубані. Закріпитися в районі сучасної Єйської коси вдалося за час урядування кошового отамана Василя Сича. У відповідь російська імператриця Єлизавета I видала указ, що зобов'язував кошового Василя Сича попалити всі курені запорожців. А надалі запорізьким козакам заборонялося навіть ступати на задонську частину узбережжя. Проте виконувати наказу цариці Сич не поспішав, а вдався до дипломатії: послав своїх гінців до Сенату. Але це не дало жодного результату. Зрештою запорожці вимушені були виконати імператорський наказ й залишили Кубань.
По закінченні Російсько-турецької війни 1768—1774 рр., результатами якої стало приєднання до Росії земель між Бугом і Дніпром, Запорізькі козаки, які брали активну участь у війні, сподівалися отримати у своє володіння частину цих земель замість тих січових, які російський уряд роздавав колоністам з Європи та поміщикам з Московщини. Для цього в 1774 році до Санкт-Петербурга було направлено делегацію козаків під проводом Сидора Білого. Делегація повинна була клопотати перед імператрицею Катериною Другою про повернення козакам їхніх колишніх січових земель — «вольностей» — і наділення новими «вольностями». Делегація не досягла своєї мети — замість повернення вольностей та земель царський уряд ухвалив рішення про ліквідацію.

Перехід на Кубань. Частина монументу Антону Головатому в Одесі

Незадовго до руйнування Січі, козацький флот майже всім складом був переведений на Дунай. Турецький султан виділив козакам під Задунайську Січ острів святого Юрія з Сулинським і Георгіївським гирлами Дунаю та видав клейноди — булаву, бунчук, печатку та висвячену Константинопольським патріархом корогву.
Організація й швидке зміцнення Задунайської Січі викликало все більші симпатії в українського населення і унеможливлювало участь у війні українців на стороні Росії. Таким чином руйнація Запорізької Січі та утворення непідконтрольної Петербургу Задунайської Січі призвели до того, що південно-західні кордони Російської імперії виявились безборонними.
31 жовтня 1776 про це Потьомкін доповідав Катерині II.

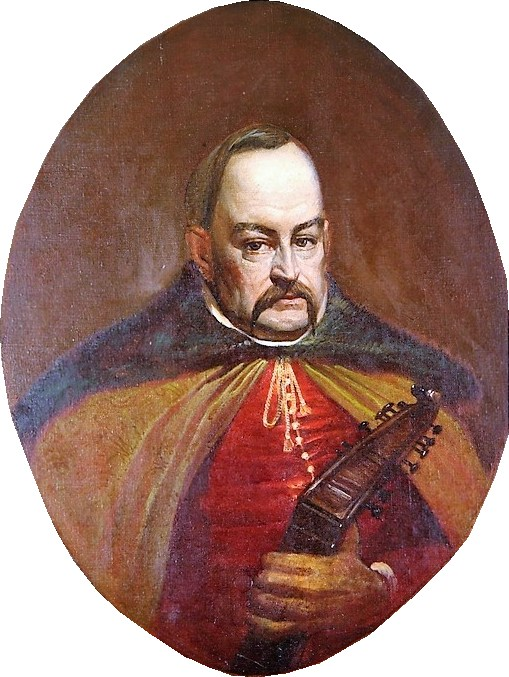
Антін Головатий, ініціатор переселення запорожців на Кубань

Спроба утримати козаків від еміграції за Дунай та на Забужжя не дала результатів. Тоді Катерина II 5 травня 1779 року і 27 квітня 1780 видала маніфести з проханням до козаків повернутися у рідний край, обіцяючи дати кожному з них землю і службу за російськими чинами. Ці заклики також не дали результатів.
В 1781—1783, під час повстання кримських татар, царському уряду вдалось зібрати в Херсоні близько однієї тисячі козаків. Їх отаманом став військовий осавул Сидір Білий, а його помічником — колишній суддя Війська Запорозького Антін Головатий. Нове військо поселили вздовж Дніпрового лиману та Кінбурнської коси, а в 1790 р. козакам було «подаровано» землі поміж ріками Бугом і Дністром. В результаті конкуренції за ці землі з московськими вельможами старшини Антін Головатий, Захарій Чепіга та Сидір Білий вирядились до Петербургу просити вільні землі. Цією землею виявилась правобережна Кубань, яка довгий час перебувала під Туреччиною, а за Кючук-Кайнарджійською угодою була названа «Татарською самостійною державою» — з неї татари помалу витискали осетинів та косогів-черкесів.

## Заселення Кубані українцями

### Перші українські поселенці на Кубані
Перший загін козаків-переселенців з-за Південного Бугу на Кубань очолив полковник Чорноморського козацького війська Сава Білий. Загін налічував 3847 піших козаків з гарматами і був відправлений на 51 човні. Флотилія на чолі з Білим у супроводі яхти з бригадиром Пустошкіним, спеціально відрядженим для цієї мети до козаків царським урядом, вирушила 16 серпня 1792 року з Очаківського лиману і 25 серпня прибула до Тамані (нині село Краснодарського краю). Козацькі човни було розвантажено, гармати й припаси для них залишено на деякий час у Фанагорійській фортеці, головні сили козаків розташовані у Тамані, а частину на човнах відправлено до лиману біля гирла Кубані як вартовий загін для спостереження за черкесами.
Прибулі на Кубань козаки розселилися куренями, назви яких були перенесені із Запорожжя: Батуринський, Іркліївський, Калниболотський, Канівський, Переяславський, Полтавський, Уманський, Корсунський, Менський, Медведівський (від холодноярського села Медведівки) тощо.

### Активне заселення Кубані
Активне заселення Кубані відбулось за другої хвилі переселення, яка почалась в 1802 — 1810-му роках — з козаків Катеринославського та Усть-Дунайського Буджацького козацьких військ, а також Задунайської Січі; та в 1809—1811 — з козаків Полтавської і Чернігівської губернії. А з 1809-го до 1849-го року на Кубань з України було переселено лише реєстрових козаків з родинами близько 109 тисяч осіб.
Активна міграція українського населення на Кубань продовжувалась протягом всього XIX ст.: дані про національний склад населення Кубані за 1882 рік, представлені в Кавказькому календарі 1886 року вказують на те, що 46,8 % жителів становили українці, 41,0 % — росіяни, горяни — 9,73, німці — 1,3 %, вірмени — 0,6 %. Домінування українців в регіоні зберігалось до 1930-х.

### Українці Кубані в 1917-1920-х роках

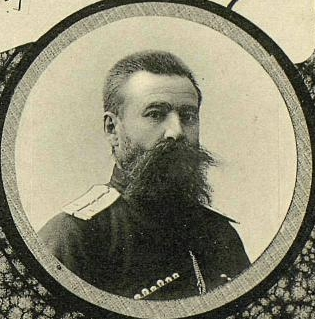
Кіндрат Бардіж

Після лютневої революції 1917 року частина кубанського козацтва, відчуваючи неміцність положення Тимчасового уряду і будучи незадоволеним його половинчастою політикою, почала об'єднуватись навколо голови Тимчасового Кубанського обласного виконавчого комітету, комісара Тимчасового уряду кадета Кіндрата Бардіжа, висунувши при цьому самостійницькі гасла: «Влада на місці» і «Кубань для кубанців».

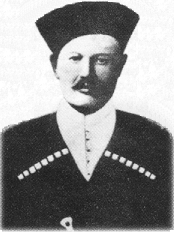
Микола Рябовіл

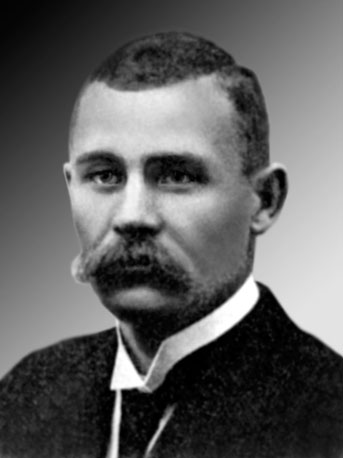
Іванис Василь Миколайович

17 квітня козачий з'їзд обрав Головою Кубанської крайової військової Ради Миколу Рябовола та утворив Тимчасовий Кубанський військовий уряд, до складу якого увійшли сім членів Кубанського обласного виконавчого комітету і вісім обраних Радою представників козацтва. Уряд очолив полковник Олександр Філімонов, а пізніше — Лука Бич.
Прихильники Рябовола та Бича виступали за самостійність Кубані та посилення зв'язків з Україною, а група Філімонова проводила курс на утримання Кубані в складі Росії.
Значна кількість українського населення та виокремленість української етнічної складової змусили російські сили боротися з проукраїнськими настроями. Так, в червні 1919 року після виступу на козачій конференції в Ростові-на-Дону, яка стала однією з спроб створення на півдні Росії союзного державного утворення, був убитий голова Крайової Ради Микола Рябовіл. Ніхто з козаків не сумнівався, що Рябовола вбили агенти при командуванні армії генерала А. І. Денікіна.

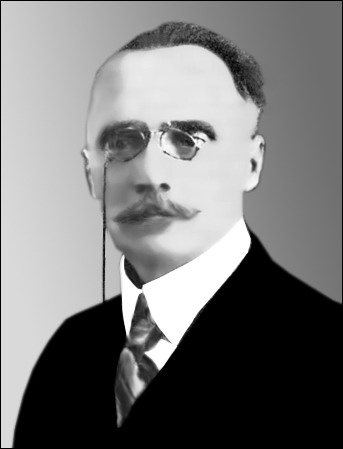
Лука Бич

Після вбивства Миколи Рябовола в армії Півдня Росії, що складалася на 80-85 % з кубанських козаків, почалося розчарування політикою командування, що позначилося на ослабленні надалі її боєздатності.
В кінці 1919 Кубанська Рада, маючи на увазі самостійність Кубані, відправила делегацію на Паризьку мирну конференцію. У відповідь, А. І. Денікін розігнав Раду, один із членів делегації — Олексій Кулабухов — був повішений. Надалі П. М. Врангель, що отримав в березні 1920 року владу від Денікіна, спираючись на генералів — вихідців з кубанських козаків Сергія Улагая, В'ячеслава Науменко, Лещенко, Івана Гулиги, Андрія Шкуро та інших — робити активні зусилля по схиленню проукраїнські налаштованої Кубанської Ради і Кубанського уряду на бік Російської армії. Ці спроби не дали відчутного результату, а проросійська політика генералів Білого руху призвела до відтоку кубанців з армії.
Уряд більшовиків не пробачив кубанцям участь у Білому русі та проукраїнські настрої, проводячи акції «розкозачування» та конфіскуючи землі.
На 1926 українці на Кубані все ще залишались найзначнішою за чисельністю етнічною групою, складаючи 45,48 % жителів. За період з 1897 по 1926 рр.. їх чисельність в краї зросла на 73,95 %. У Кубанському та Чорноморському округах, на їх частку припадало відповідно 61,48 і 35,66 % населення. Значна частина українського населення зосереджувалася в Армавірському (32,27 %) і Майкопському (29,73 %) округах.

### Українці Кубані в 1930-ті
Антиукраїнська політика радянського уряду в 1930-ті безпосередньо торкнулась центрів українських настроїв Кубані. Найвідомішою сторінкою етноциду 1932-го року стали події на станиці Полтавська.